# Calosota ferrierei
Calosota ferrierei är en stekelart som beskrevs av Karl-Johan Hedqvist 1970. Calosota ferrierei ingår i släktet Calosota och familjen hoppglanssteklar.
Artens utbredningsområde är Uganda. Inga underarter finns listade.